# Братья Дубинины

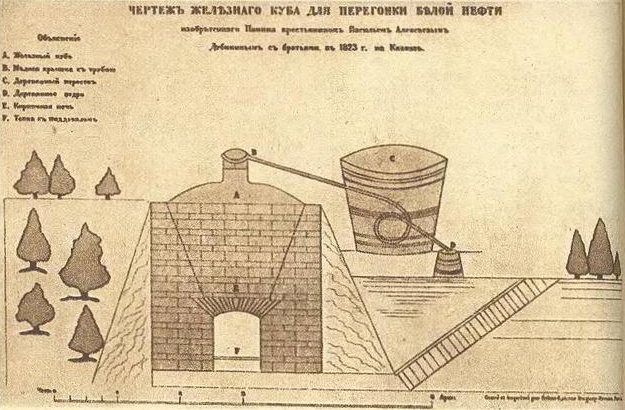
Нефтеперегонный куб братьев Дубининых

Братья Дубинины — крепостные крестьяне, создатели первой в мире нефтеперегонной установки.

## История
Братья Василий (1788 — ?), Герасим (1794 — ?) и Макар (1805—1847) Алексеевичи Дубинины были жителями села Нижний Ландех (Владимирская губерния), оброчными крепостными графини Софьи Паниной. На родине они показали себя умелыми и предприимчивыми ремесленниками, умели получать из древесной смолы канифоль и скипидар по разработанной ими собственной технологии. Панина получила в дар новые земли на Моздокской линии и переселила братьев на Северный Кавказ, где к тому времени были обнаружены залежи нефти.
Дубинины были переселены на оброк, то есть с обязательством регулярной уплаты оброка Софье Владимировне. Продолжить заниматься смолокурением братья не смогли из-за отсутствия на новом месте хвойных пород деревьев. Но Дубинины обнаружили здесь выход на поверхность нефти, которая использовалась местными жителями для хозяйственных нужд и продажи. Так Дубинины пришли к мысли использовать в качестве сырья для своего ремесла нефть. В 1823 году в Моздоке ими была создана первая в мире нефтеперегонная установка. В ней нефть нагревалась на огне, её пары проходили через змеевик, охлаждаемый водой. В результате происходила конденсация паров керосина. После перегонки оставался мазут, который тогда не умели использовать и его просто выбрасывали. Продукция братьев пользовалась большим спросом и находила покупателей вплоть до Нижнего Новгорода и Москвы. За создание этой установки в 1847 году император Николай I наградил старшего из братьев Василия серебряной медалью «…для ношения в петлице на Владимирской ленте с надписью „За полезное“».
В 1848 году установка сгорела в результате нападения горцев. Восстановить установку не удалось, так как местные месторождения истощались, а использование новых оказалось нерентабельным из-за высоких цен, которые устанавливали откупщики. Обращения за помощью к властям не помогли.

## Память
В 1908 году в Берлине был издан «Справочник по истории естествознания и техники», где был признан приоритет братьев в создании нефтеперегонной установки.
Именем братьев Дубининых названы улицы в Моздоке и Грозном.
В детском парке Моздока братьям установлен памятник.